# Flen (sjukdom)
Flen är en sjukdom som drabbar nötkreatur, en rosartad svullnad i kons juver.
Enligt folkmedicinen kan flen botas med röllika, Achilaea millefolium, som därför i Västerbotten kallas flengräs. Samma botande effekt mot flen tillskrivs även smörblomma, Ranunculus acris, som kallas fleinsgräs av den befolkning i de gamla svenskbygderna på de estniska öarna Dagö och Ormsö (Wormsö) som har svenska som modersmål.
Att röllika och smörblomma, som idag benämnes örter, här kallas gräs har sin förklaring i att man i äldre tider inte skilde mellan örter och gräs: alla växter som inte var träd eller buskar kallades gräs.